# Siglo asiático
El siglo asiático describe la posibilidad del dominio político, cultural y económico de Asia durante el siglo XXI, asumiendo que las actuales tendencias demográficas y económicas persistan. El concepto del siglo asiático debe compararse con la dominación del Imperio británico en el siglo XIX y la de los Estados Unidos durante el siglo XX. 
Esta noción apareció por primera vez con el nombre de «era del Pacífico» por Karl Haushofer en 1924 acerca de los desarrollos de Japón, China e India.  Esta noción se volvió más conocida a mediados de la década de 1980 con el encuentro entre el primer ministro de India Rajiv Gandhi y el presidente de China Deng Xiaoping, quien dijo: «un siglo XXI asiático es posible solamente si India y China se unen». Hoy esta expresión es muy popular en los medios.
Pero el desarrollo de los países asiáticos no está garantizado y necesita superar una serie de obstáculos. El crecimiento de la desigualdad entre los países donde la riqueza y las oportunidades están a veces cercados para las personas que no forman parte de la clase dominante. Eso es un riesgo para la cohesión social y la estabilidad. Muchos países como India o Pakistán pueden no estar en capacidad de invertir suficiente en infraestructura y educación para evitar la trampa de la renta media. La competencia entre los países de Asia para los recursos como agua, comida o petróleo se intensifica mientras que otros países aspiran a mejores niveles de vida. El cambio climático puede amenazar la producción agrícola y muchos centros urbanos, especialmente los situados en la costa. La corrupción endémica de muchos gobiernos asiáticos. El envejecimiento de la población puede tener un efecto negativo sobre la continuidad del desarrollo económico de los países asiáticos. Esto incluye por ejemplo la disminución de la fuerza laboral, el cambio de los comportamientos de consumo y la presión sobre la hacienda pública.